# Epiplema desistaria
Epiplema desistaria är en fjärilsart som beskrevs av Francis Walker 1861.
Epiplema desistaria ingår i släktet Epiplema och familjen Uraniidae. Inga underarter finns listade i Catalogue of Life.